# Heurne (Belgique)
Pour les articles homonymes, voir Heurne.
Heurne est un village qui constitue une section de la ville belge d'Audenarde située en Région flamande dans la province de Flandre-Orientale. Situé au nord d'Audenarde, en direction de Zingem, il se trouve le long de l'Escaut dans les Ardennes flamandes et compte environ 850 habitants. C'était une commune à part entière avant la fusion des communes de 1971.

## Démographie

### Évolution démographique
- Sources : INS, Rem. : 1831 jusqu'en 1970 = recensements, 1976 = nombre d'habitants au 31 décembre[2].